# Barão (Rio Grande do Sul)
Pour les articles homonymes, voir Barão.
Barão est une ville brésilienne de la mésorégion métropolitaine de Porto Alegre, capitale de l'État du Rio Grande do Sul, faisant partie de la microrégion de Montenegro et située à 104 km au nord de Porto Alegre. Elle se situe à une latitude de 29° 22′ 40″ sud et à une longitude de 51° 24′ 27″ ouest, à 642 m d'altitude. Sa population était estimée à 5 293 en 2007, pour une superficie de 124 km2. L'accès s'y fait par la BR-470.
L'origine du toponyme viendrait du Baron (barão, en portugais) Von Holleben, ingénieur originaire de Saxe, qui s'était installé dans l'endroit, alors qu'il participait à la construction du chemin de fer entre Montenegro et Bento Gonçalves. Pour se rendre sur le lieu de l'actuelle commune, les habitants avaient coutume de dire : "Je vais chez le Barão".
L'histoire de la municipalité commence avec la venue des immigrants allemands et italiens à partir du milieu du XIXe siècle. Plus tard, toujours dans le même siècle, arrivèrent des Suisses francophones et des Néerlandais. Plus tard, à partir du milieu du XXe siècle, ce sont des Portugais et des Boliviens qui vinrent s'installer. Mais ceux qui influencèrent sans conteste la culture locale sont les Allemands et les Italiens.
L'économie de Barão se développe autour de l'agriculture, de l'élevage et de la petite industrie. La commune produit des pommes de terre, du maïs, des haricots, du manioc, des fruits (dont la figue, symbole de la ville, le raisin et la pêche), des légumes (concombres) et des produits laitiers (fromage), en plus de l'acacia noir, pour la production des tanins nécessaires à l'industrie du cuir.
L'industrie voit se développer des entreprises de fabrication de chaussures et matériels orthopédiques, des fabriques de vêtements de laine et de meubles, parmi d'autres.

## Villes voisines
- Carlos Barbosa
- São Vendelino
- Bom Princípio
- Tupandi
- São Pedro da Serra
- Salvador do Sul
- Boa Vista do Sul